# Baugy (Saona i Loira)
Baugy és un municipi francès, situat al departament de Saona i Loira i a la regió de Borgonya - Franc Comtat. L'any 2007 tenia 486 habitants.

## Demografia

### Població
El 2007 la població de fet de Baugy era de 486 persones. Hi havia 178 famílies, de les quals 20 eren unipersonals (8 homes vivint sols i 12 dones vivint soles), 77 parelles sense fills i 81 parelles amb fills.
La població ha evolucionat segons el següent gràfic:
Habitants censats

### Habitatges
El 2007 hi havia 213 habitatges, 184 eren l'habitatge principal de la família, 14 eren segones residències i 15 estaven desocupats. 207 eren cases i 6 eren apartaments. Dels 184 habitatges principals, 154 estaven ocupats pels seus propietaris i 29 estaven llogats i ocupats pels llogaters; 2 tenien dues cambres, 15 en tenien tres, 47 en tenien quatre i 120 en tenien cinc o més. 159 habitatges disposaven pel capbaix d'una plaça de pàrquing. A 69 habitatges hi havia un automòbil i a 106 n'hi havia dos o més.

### Piràmide de població
La piràmide de població per edats i sexe el 2009 era:
| Homes | Edats   | Dones |
| ----- | ------- | ----- |
| 0     | 95 o +  | 0     |
| 0     | 90 a 94 | 0     |
| 8     | 85 a 89 | 4     |
| 0     | 80 a 84 | 0     |
| 12    | 75 a 79 | 16    |
| 16    | 70 a 74 | 12    |
| 0     | 65 a 69 | 12    |
| 12    | 60 a 64 | 4     |
| 12    | 55 a 59 | 12    |
| 8     | 50 a 54 | 16    |
| 40    | 45 a 49 | 32    |
| 16    | 40 a 44 | 20    |
| 16    | 35 a 39 | 16    |
| 12    | 30 a 34 | 4     |
| 8     | 25 a 29 | 16    |
| 28    | 20 a 24 | 12    |
| 28    | 15 a 19 | 4     |
| 24    | 10 a 14 | 12    |
| 16    | 5 a 9   | 8     |
| 0     | 0 a 4   | 8     |

## Economia
El 2007 la població en edat de treballar era de 308 persones, 235 eren actives i 73 eren inactives. De les 235 persones actives 220 estaven ocupades (121 homes i 99 dones) i 14 estaven aturades (6 homes i 8 dones). De les 73 persones inactives 29 estaven jubilades, 29 estaven estudiant i 15 estaven classificades com a «altres inactius».

### Ingressos
El 2009 a Baugy hi havia 200 unitats fiscals que integraven 520,5 persones, la mediana anual d'ingressos fiscals per persona era de 17.850 €.

### Activitats econòmiques
Dels 16 establiments que hi havia el 2007, 1 era d'una empresa extractiva, 2 d'empreses de fabricació d'altres productes industrials, 4 d'empreses de construcció, 4 d'empreses de comerç i reparació d'automòbils, 2 d'empreses d'hostatgeria i restauració, 1 d'una empresa financera, 1 d'una empresa immobiliària i 1 d'una empresa de serveis.
Dels 4 establiments de servei als particulars que hi havia el 2009, 1 era un taller de reparació d'automòbils i de material agrícola, 2 fusteries i 1 restaurant.
L'any 2000 a Baugy hi havia 23 explotacions agrícoles que ocupaven un total de 560 hectàrees.

## Poblacions més properes
El següent diagrama mostra les poblacions més properes.